# Amerila communis
Amerila communis là một loài bướm đêm thuộc phân họ Arctiinae, họ Erebidae.